# 29 (canção de Demi Lovato)
"29" é uma canção da cantora estadunidense Demi Lovato. Foi lançado em 17 de agosto de 2022 pela Island Records como o terceiro single do oitavo álbum de estúdio de Lovato, Holy Fvck.

## Antecedentes
"29" foi anunciado pela primeira vez como o terceiro single do álbum pela Billboard. Ao postar um trecho no TikTok, os fãs especularam que a letra é uma referência ao ex-namorado de Lovato, Wilmer Valderrama. A música foi lançada oficialmente em 17 de agosto de 2022.
Em relação ao assunto da música, Lovato afirmou a Zane Lowe em uma entrevista à Apple Music que ela "sente que a música diz tudo" e que "não preciso dizer muito, para ser honesta, mas 29 foi uma grande revelação para mim. Eu estaria mentindo se dissesse que não tenho muita ansiedade em lançar essa música", acrescentando ainda: "Acabei de dizer: 'Tenho que fazer isso. possuir minha verdade.' Sim. E ainda ando nessa linha muito bem. Aprendi que às vezes dizer menos é mais."

## Recepção crítica
"29" foi descrito por James Hall do The Daily Telegraph como "uma placa crescente de rock amigável ao rádio".

## Performance comercial
"29" estreou na Billboard Hot 100 no número 96, sua 36ª entrada no gráfico; e a única música do Holy Fvck a aparecer no gráfico até o momento. Ela também alcançou o número 10 no componente Hot Rock & Alternative Songs, seu primeiro top dez.

## Apresentações ao vivo
Lovato cantou "29" no The Tonight Show em 18 de agosto de 2022 como parte das três noites em que ela assumiu o controle do programa.

## Paradas musicais
| Parada (2022)                                           | Melhor posição |
| ------------------------------------------------------- | -------------- |
| Canadá (Canadian Hot 100)                               | 95             |
| Mundo (Billboard Global 200)                            | 167            |
| New Zealand Hot Singles (RMNZ)                          | 14             |
| Estados Unidos (Billboard Hot 100)                      | 96             |
| Estados Unidos (Billboard Hot Rock & Alternative Songs) | 10             |

## Histórico de lançamento
| Região | Data                 | Formato                    | Gravadora | Ref. |
| ------ | -------------------- | -------------------------- | --------- | ---- |
| Várias | 17 de agosto de 2022 | Download digital streaming | Island    |      |